# Machina II/The Friends and Enemies of Modern Music
Albums de The Smashing Pumpkins
Machina/The Machines of God
(2000) Rotten Apples/Judas 0
(2001)
Machina II/The Friends & Enemies of Modern Music est un album de rock des Smashing Pumpkins sorti en 2000.
Devant le refus de la maison de disques (Virgin Records) de commercialiser l'album (sous la forme d'un album et de 3 EP), celui-ci est distribué en vingt-cinq exemplaires dans l'entourage de Billy Corgan avec l'instruction de donner accès à l'œuvre en téléchargement gratuit sur Internet (au format MP3). À une époque où les connexions haut débit sont encore rares, le site officiel des Smashing Pumpkins proposera l'album (et les 3 EP correspondants) en MP3 128 kb/s et 320 kb/s pendant plusieurs mois.

## Titres

### CR-01
1. Slow Dawn
2. Vanity
3. Saturnine - "Saturn9"
4. Glass' Theme (spacey version) - "Glass/Alternate Version"

### CR-02
1. Soul Power [James Brown]
2. Cash Car Star "Version 1"
3. Lucky 13
4. Speed Kills - "Speed Kills But Beauty Lives Forever"

### CR-03
1. If There Is a God (piano/vox)
2. Try, Try, Try (alt. music/lyrics) - "Try / Version 1"
3. Heavy Metal Machine (version I alt. mix)

### CR-04
1. Glass' Theme - "Glass"
2. Cash Car Star
3. Dross
4. Real Love
5. Go
6. Let Me Give the World to You
7. Innosence
8. Home
9. Blue Skies Bring Tears (heavy) - "Blue Skies / Version Electronique"
10. White Spyder
11. In My Body
12. If There Is a God (full band)
13. Le Deux Machina (synth)
14. Here's to the Atom Bomb - "Atom Bomb"